# Distrito de Belley
El distrito de Belley (en francés arrondissement de Belley) es una división administrativa francesa del departamento de Ain, en la región de Auvernia-Ródano-Alpes. Su capital, y subprefectura del departamento, es Belley.

## Historia
Cuando se creó en 1790 el departamento de Ain, el distrito de Belley fue uno de los distritos del departamento.

## Geografía
El distrito de Belley tiene una superficie de 1584,2 km². Tiene una población, en 2018, de 121 944, y una densidad poblacional de 77 habitantes/km².
El distrito se encuentra en el sureste del departamento y limita al norte con el distrito de Nantua, al noreste con el departamento de Alta Saboya, al este con el departamento de Saboya, al sur con el departamento de Isère y al oeste con el distrito de Bourg-en-Bresse.

## División territorial

### Cantones
Luego de la reorganización de los cantones en Francia, los cantones no son subdivisiones de los distritos por lo que pueden tener comunas que pertenecen a distritos diferentes.
Los cantones en el distrito de Belley son:
1. Ambérieu-en-Bugey
2. Belley
3. Lagnieu (parcialmente)
4. Plateau d'Hauteville (parcialmente)
5. Valserhône (parcialmente)

### Comunas
Los comunas, con sus códigos, del distrito de Belley son:
1. L'Abergement-de-Varey (01002)
2. Ambérieu-en-Bugey (01004)
3. Ambléon (01006)
4. Ambronay (01007)
5. Ambutrix (01008)
6. Andert-et-Condon (01009)
7. Anglefort (01010)
8. Aranc (01012)
9. Arandas (01013)
10. Arboys-en-Bugey (01015)
11. Argis (01017)
12. Armix (01019)
13. Artemare (01022)
14. Arvière-en-Valromey (01453)
15. Belley (01034)
16. Bénonces (01037)
17. Béon (01039)
18. Bettant (01041)
19. Blyes (01047)
20. Bourg-Saint-Christophe (01054)
21. Brégnier-Cordon (01058)
22. Brens (01061)
23. Briord (01064)
24. La Burbanche (01066)
25. Ceyzérieu (01073)
26. Chaley (01076)
27. Champagne-en-Valromey (01079)
28. Champdor-Corcelles (01080)
29. Charnoz-sur-Ain (01088)
30. Château-Gaillard (01089)
31. Chazey-Bons (01098)
32. Chazey-sur-Ain (01099)
33. Cheignieu-la-Balme (01100)
34. Cleyzieu (01107)
35. Colomieu (01110)
36. Conand (01111)
37. Contrevoz (01116)
38. Conzieu (01117)
39. Corbonod (01118)
40. Corlier (01121)
41. Cressin-Rochefort (01133)
42. Culoz (01138)
43. Cuzieu (01141)
44. Douvres (01149)
45. Évosges (01155)
46. Faramans (01156)
47. Flaxieu (01162)
48. Groslée-Saint-Benoît (01338)
49. Haut-Valromey (01187)
50. Innimond (01190)
51. Izieu (01193)
52. Joyeux (01198)
53. Lagnieu (01202)
54. Lavours (01208)
55. Leyment (01213)
56. Lhuis (01216)
57. Lompnas (01219)
58. Loyettes (01224)
59. Magnieu (01227)
60. Marchamp (01233)
61. Marignieu (01234)
62. Massignieu-de-Rives (01239)
63. Meximieux (01244)
64. Montagnieu (01255)
65. Le Montellier (01260)
66. Murs-et-Gélignieux (01268)
67. Nivollet-Montgriffon (01277)
68. Oncieu (01279)
69. Ordonnaz (01280)
70. Parves-et-Nattages (01286)
71. Pérouges (01294)
72. Peyrieu (01294)
73. Plateau d'Hauteville (01185)
74. Pollieu (01302)
75. Prémeyzel (01310)
76. Prémillieu (01311)
77. Rignieux-le-Franc (01325)
78. Rossillon (01329)
79. Ruffieu (01330)
80. Saint-Denis-en-Bugey (01345)
81. Saint-Éloi (01349)
82. Saint-Germain-les-Paroisses (01358)
83. Saint-Jean-de-Niost (01361)
84. Sainte-Julie (01366)
85. Saint-Martin-de-Bavel (01372)
86. Saint-Maurice-de-Gourdans (01378)
87. Saint-Maurice-de-Rémens (01379)
88. Saint-Rambert-en-Bugey (01384)
89. Saint-Sorlin-en-Bugey (01386)
90. Saint-Vulbas (01390)
91. Sault-Brénaz (01396)
92. Seillonnaz (01400)
93. Serrières-de-Briord (01403)
94. Seyssel (01407)
95. Souclin (01411)
96. Talissieu (01415)
97. Tenay (01416)
98. Torcieu (01421)
99. Valromey-sur-Séran (01036)
100. Vaux-en-Bugey (01431)
101. Villebois (01444)
102. Villieu-Loyes-Mollon (01450)
103. Virieu-le-Grand (01452)
104. Virignin (01454)
105. Vongnes (01456)